# Simone de Oliveira

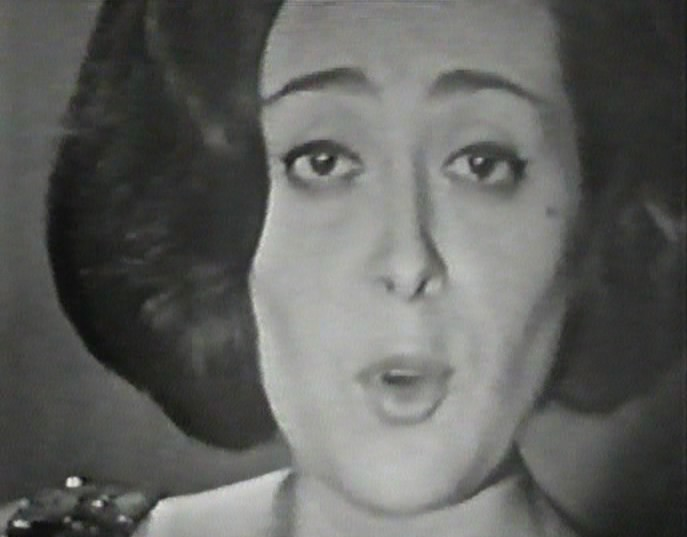
Simone de Oliveira tijdens het Eurovisiesongfestival 1965

Simone de Oliveira (Lissabon, 11 februari 1938) is een Portugese zangeres. Haar vader was afkomstig uit Sao Tomé en Principe (een toenmalige Portugese kolonie), haar moeder was Belgische.
In 1965 trad ze aan op het Eurovisiesongfestival met het lied Sol de inverno, ze werd 13de met één schamel puntje.
Vier jaar later stond ze er opnieuw met Desfolhada, door de vernieuwende tekst tijdens de dictatuur in het land was het een grote hit, maar op het songfestival werd ze slechts 15de met 4 punten.
Ze probeerde nog enkele malen deel te nemen maar slaagde daar niet in. In 2015, vijftig jaar na haar eerste deelname, probeerde ze op 77-jarige leeftijd opnieuw deel te nemen. Ze bereikte de finale, maar moest zich daar tevreden stellen met een vierde plaats.

## Enkele successen
- Maria solidão
- Sol de inverno (1965) (Eurovisiesongfestival)
- Deixa lá
- Desfolhada Portuguesa (1969) (Eurovisiesongfestival)
- 7 Letras
- Maria saudade
- Canção ao meu velho piano
- Apenas o meu povo
- Lado a Lado
- Tango Ribeirinho
- O nome
- Os gatos
- O País (do Eça de Queiroz)
- Eu Simone me confesso
- Auto-Retrato